# Lista över fornlämningar i Östhammars kommun (Börstil)
Lista över fornlämningar i Östhammars kommun (Börstil) är en förteckning av ett urval av de fornlämningar som finns i Börstil i Östhammars kommun.
| Namn                           | Lämningstyp             | Tillkomsttid | Historisk indelning | Plats | Läge                 | ID-nr          | Bild                                      |
| ------------------------------ | ----------------------- | ------------ | ------------------- | ----- | -------------------- | -------------- | ----------------------------------------- |
| Börstil 1:1                    | Runristning             |              | Börstil, Uppland    |       | 60.319348, 18.335961 | 10021400010001 | Ladda upp en till bild av detta fornminne |
| Börstil 2:1                    | Gravfält                |              | Börstil, Uppland    |       | 60.321025, 18.344549 | 10021400020001 | Ladda upp en bild av detta fornminne      |
| Börstil 5:1                    | Gravfält                |              | Börstil, Uppland    |       | 60.320193, 18.347596 | 10021400050001 | Ladda upp en bild av detta fornminne      |
| Börstil 7:1                    | Gravfält                |              | Börstil, Uppland    |       | 60.307316, 18.349953 | 10021400070001 | Ladda upp en bild av detta fornminne      |
| Börstil 9:1                    | Lägenhetsbebyggelse     |              | Börstil, Uppland    |       | 60.305652, 18.350705 | 10021400090001 | Ladda upp en bild av detta fornminne      |
| Börstil 14:1                   | Gravfält                |              | Börstil, Uppland    |       | 60.305254, 18.351324 | 10021400140001 | Ladda upp en bild av detta fornminne      |
| Börstil 15:1                   | Gravfält                |              | Börstil, Uppland    |       | 60.315120, 18.335313 | 10021400150001 | Ladda upp en bild av detta fornminne      |
| Börstil 16:1                   | Gravfält                |              | Börstil, Uppland    |       | 60.314282, 18.336129 | 10021400160001 | Ladda upp en bild av detta fornminne      |
| Börstil 18:1                   | Gravfält                |              | Börstil, Uppland    |       | 60.315306, 18.337517 | 10021400180001 | Ladda upp en bild av detta fornminne      |
| Börstil 25:1                   | Gravfält                |              | Börstil, Uppland    |       | 60.322016, 18.299203 | 10021400250001 | Ladda upp en bild av detta fornminne      |
| Börstil 28:1                   | Gravfält                |              | Börstil, Uppland    |       | 60.325410, 18.296174 | 10021400280001 | Ladda upp en bild av detta fornminne      |
| Börstil 32:1                   | Gravfält                |              | Börstil, Uppland    |       | 60.315045, 18.251171 | 10021400320001 | Ladda upp en bild av detta fornminne      |
| Börstil 34:1                   | Gravfält                |              | Börstil, Uppland    |       | 60.313707, 18.262079 | 10021400340001 | Ladda upp en bild av detta fornminne      |
| Börstil 35:1                   | Gravfält                |              | Börstil, Uppland    |       | 60.333339, 18.281928 | 10021400350001 | Ladda upp en bild av detta fornminne      |
| Börstil 41:1                   | Gravfält                |              | Börstil, Uppland    |       | 60.324767, 18.288610 | 10021400410001 | Ladda upp en bild av detta fornminne      |
| Börstil 48:1                   | Hög                     |              | Börstil, Uppland    |       | 60.264971, 18.455940 | 10021400480001 | Ladda upp en bild av detta fornminne      |
| Börstil 49:1                   | Gravfält                |              | Börstil, Uppland    |       | 60.264461, 18.457575 | 10021400490001 | Ladda upp en bild av detta fornminne      |
| Börstil 52:1                   | Lägenhetsbebyggelse     |              | Börstil, Uppland    |       | 60.261161, 18.496771 | 10021400520001 | Ladda upp en bild av detta fornminne      |
| Börstil 55:1                   | Gravfält                |              | Börstil, Uppland    |       | 60.247823, 18.460720 | 10021400550001 | Ladda upp en bild av detta fornminne      |
| Börstil 56:1                   | Röse                    |              | Börstil, Uppland    |       | 60.247004, 18.461193 | 10021400560001 | Ladda upp en bild av detta fornminne      |
| Börstil 57:1                   | Gravfält                |              | Börstil, Uppland    |       | 60.245418, 18.461006 | 10021400570001 | Ladda upp en bild av detta fornminne      |
| Börstil 61:1                   | Gravfält                |              | Börstil, Uppland    |       | 60.235999, 18.482305 | 10021400610001 | Ladda upp en bild av detta fornminne      |
| Börstil 63:1                   | Stensättning            |              | Börstil, Uppland    |       | 60.241127, 18.534446 | 10021400630001 | Ladda upp en bild av detta fornminne      |
| Börstil 63:2                   | Stensättning            |              | Börstil, Uppland    |       | 60.241069, 18.534573 | 10021400630002 | Ladda upp en bild av detta fornminne      |
| Börstil 63:3                   | Stensättning            |              | Börstil, Uppland    |       | 60.241026, 18.534416 | 10021400630003 | Ladda upp en bild av detta fornminne      |
| Börstil 63:4                   | Stensättning            |              | Börstil, Uppland    |       | 60.240951, 18.534476 | 10021400630004 | Ladda upp en bild av detta fornminne      |
| Börstil 64:1                   | Gravfält                |              | Börstil, Uppland    |       | 60.240492, 18.534086 | 10021400640001 | Ladda upp en bild av detta fornminne      |
| Börstil 65:1                   | Gravfält                |              | Börstil, Uppland    |       | 60.243932, 18.526634 | 10021400650001 | Ladda upp en bild av detta fornminne      |
| Börstil 66:1                   | Hällristning            |              | Börstil, Uppland    |       | 60.243757, 18.525417 | 10021400660001 | Ladda upp en bild av detta fornminne      |
| Börstil 67:1                   | Gravfält                |              | Börstil, Uppland    |       | 60.244192, 18.525148 | 10021400670001 | Ladda upp en bild av detta fornminne      |
| Börstil 68:1                   | Gravfält                |              | Börstil, Uppland    |       | 60.244888, 18.525101 | 10021400680001 | Ladda upp en bild av detta fornminne      |
| Börstil 69:1                   | Gravfält                |              | Börstil, Uppland    |       | 60.265698, 18.458271 | 10021400690001 | Ladda upp en bild av detta fornminne      |
| Börstil 72:1                   | Gravfält                |              | Börstil, Uppland    |       | 60.232426, 18.532916 | 10021400720001 | Ladda upp en bild av detta fornminne      |
| Börstil 74:1                   | Gravfält                |              | Börstil, Uppland    |       | 60.232843, 18.534877 | 10021400740001 | Ladda upp en bild av detta fornminne      |
| Börstil 75:1                   | Lägenhetsbebyggelse     |              | Börstil, Uppland    |       | 60.231239, 18.531852 | 10021400750001 | Ladda upp en bild av detta fornminne      |
| Börstil 76:1                   | Lägenhetsbebyggelse     |              | Börstil, Uppland    |       | 60.230972, 18.530704 | 10021400760001 | Ladda upp en bild av detta fornminne      |
| Börstil 79:1                   | Stensättning            |              | Börstil, Uppland    |       | 60.221657, 18.486714 | 10021400790001 | Ladda upp en bild av detta fornminne      |
| Börstil 84:1                   | Gravfält                |              | Börstil, Uppland    |       | 60.254534, 18.216288 | 10021400840001 | Ladda upp en bild av detta fornminne      |
| Börstil 84:2                   | Gravfält                |              | Börstil, Uppland    |       | 60.254275, 18.217975 | 10021400840002 | Ladda upp en bild av detta fornminne      |
| Börstil 86:1                   | Lägenhetsbebyggelse     |              | Börstil, Uppland    |       | 60.257242, 18.504019 | 10021400860001 | Ladda upp en bild av detta fornminne      |
| Börstil 88:1                   | Spärranordning          |              | Börstil, Uppland    |       | 60.276699, 18.507182 | 10021400880001 | Ladda upp en bild av detta fornminne      |
| Börstil 95:1                   | Gravfält                |              | Börstil, Uppland    |       | 60.319572, 18.241716 | 10021400950001 | Ladda upp en bild av detta fornminne      |
| Börstil 97:1                   | Stensättning            |              | Börstil, Uppland    |       | 60.271840, 18.436386 | 10021400970001 | Ladda upp en bild av detta fornminne      |
| Börstil 97:2                   | Stensättning            |              | Börstil, Uppland    |       | 60.271912, 18.436243 | 10021400970002 | Ladda upp en bild av detta fornminne      |
| Börstil 101:1                  | Gravfält                |              | Börstil, Uppland    |       | 60.319007, 18.183321 | 10021401010001 | Ladda upp en bild av detta fornminne      |
| Börstil 102:1                  | Gravfält                |              | Börstil, Uppland    |       | 60.315778, 18.184925 | 10021401020001 | Ladda upp en bild av detta fornminne      |
| Börstil 103:1                  | Gravfält                |              | Börstil, Uppland    |       | 60.315246, 18.185560 | 10021401030001 | Ladda upp en bild av detta fornminne      |
| Börstil 105:1                  | Gravfält                |              | Börstil, Uppland    |       | 60.311585, 18.223396 | 10021401050001 | Ladda upp en bild av detta fornminne      |
| Börstil 106:1                  | Gravfält                |              | Börstil, Uppland    |       | 60.311230, 18.221145 | 10021401060001 | Ladda upp en bild av detta fornminne      |
| Börstil 108:1                  | Gravfält                |              | Börstil, Uppland    |       | 60.239616, 18.350390 | 10021401080001 | Ladda upp en bild av detta fornminne      |
| Börstil 110:1                  | Gravfält                |              | Börstil, Uppland    |       | 60.258354, 18.335304 | 10021401100001 | Ladda upp en bild av detta fornminne      |
| Östhammars hus (Börstil 112:1) | Borg                    |              | Börstil, Uppland    |       | 60.266886, 18.373251 | 10021401120001 | Ladda upp en bild av detta fornminne      |
| Börstil 113:1                  | Gravfält                |              | Börstil, Uppland    |       | 60.261186, 18.335446 | 10021401130001 | Ladda upp en bild av detta fornminne      |
| Börstil 116:1                  | Gravfält                |              | Börstil, Uppland    |       | 60.272762, 18.280256 | 10021401160001 | Ladda upp en bild av detta fornminne      |
| Börstil 117:1                  | Gravfält                |              | Börstil, Uppland    |       | 60.282573, 18.279406 | 10021401170001 | Ladda upp en bild av detta fornminne      |
| Börstil 124:1                  | Gravfält                |              | Börstil, Uppland    |       | 60.285986, 18.274567 | 10021401240001 | Ladda upp en bild av detta fornminne      |
| Börstil 130:1                  | Gravfält                |              | Börstil, Uppland    |       | 60.258556, 18.318571 | 10021401300001 | Ladda upp en bild av detta fornminne      |
| Börstil 130:3                  | Gravfält                |              | Börstil, Uppland    |       | 60.257627, 18.318498 | 10021401300003 | Ladda upp en bild av detta fornminne      |
| Börstil 131:1                  | Gravfält                |              | Börstil, Uppland    |       | 60.258242, 18.321266 | 10021401310001 | Ladda upp en bild av detta fornminne      |
| Börstil 133:1                  | Gravfält                |              | Börstil, Uppland    |       | 60.260449, 18.345490 | 10021401330001 | Ladda upp en bild av detta fornminne      |
| Börstil 137:1                  | Gravfält                |              | Börstil, Uppland    |       | 60.341555, 18.199611 | 10021401370001 | Ladda upp en bild av detta fornminne      |
| Börstil 137:2                  | Hällristning            |              | Börstil, Uppland    |       | 60.341463, 18.198481 | 10021401370002 | Ladda upp en bild av detta fornminne      |
| Börstil 138:1                  | Gravfält                |              | Börstil, Uppland    |       | 60.309759, 18.212164 | 10021401380001 | Ladda upp en bild av detta fornminne      |
| Börstil 139:1                  | Gravfält                |              | Börstil, Uppland    |       | 60.316698, 18.228309 | 10021401390001 | Ladda upp en bild av detta fornminne      |
| Börstil 143:1                  | Röse                    |              | Börstil, Uppland    |       | 60.275835, 18.222905 | 10021401430001 | Ladda upp en bild av detta fornminne      |
| Börstil 144:1                  | Stensättning            |              | Börstil, Uppland    |       | 60.276941, 18.224506 | 10021401440001 | Ladda upp en bild av detta fornminne      |
| Börstil 147:1                  | Stensättning            |              | Börstil, Uppland    |       | 60.267695, 18.217494 | 10021401470001 | Ladda upp en bild av detta fornminne      |
| Börstil 148:1                  | Stensättning            |              | Börstil, Uppland    |       | 60.278812, 18.270665 | 10021401480001 | Ladda upp en bild av detta fornminne      |
| Börstil 148:3                  | Husgrund, historisk tid |              | Börstil, Uppland    |       | 60.278643, 18.271041 | 10021401480003 | Ladda upp en bild av detta fornminne      |
| Börstil 164:1                  | Gravfält                |              | Börstil, Uppland    |       | 60.320664, 18.240599 | 10021401640001 | Ladda upp en bild av detta fornminne      |
| Börstil 169:1                  | Stensättning            |              | Börstil, Uppland    |       | 60.260307, 18.231863 | 10021401690001 | Ladda upp en bild av detta fornminne      |
| Börstil 170:1                  | Lägenhetsbebyggelse     |              | Börstil, Uppland    |       | 60.288171, 18.193079 | 10021401700001 | Ladda upp en bild av detta fornminne      |
| Börstil 171:1                  | Stensättning            |              | Börstil, Uppland    |       | 60.297172, 18.191870 | 10021401710001 | Ladda upp en bild av detta fornminne      |
| Börstil 173:1                  | Lägenhetsbebyggelse     |              | Börstil, Uppland    |       | 60.248932, 18.229015 | 10021401730001 | Ladda upp en bild av detta fornminne      |
| Börstil 175:1                  | Lägenhetsbebyggelse     |              | Börstil, Uppland    |       | 60.270391, 18.269832 | 10021401750001 | Ladda upp en bild av detta fornminne      |
| Börstil 175:2                  | Lägenhetsbebyggelse     |              | Börstil, Uppland    |       | 60.271002, 18.270233 | 10021401750002 | Ladda upp en bild av detta fornminne      |
| Börstil 176:1                  | Lägenhetsbebyggelse     |              | Börstil, Uppland    |       | 60.323494, 18.269165 | 10021401760001 | Ladda upp en bild av detta fornminne      |
| Börstil 178:1                  | Lägenhetsbebyggelse     |              | Börstil, Uppland    |       | 60.316117, 18.275320 | 10021401780001 | Ladda upp en bild av detta fornminne      |
| Börstil 182:1                  | Stensättning            |              | Börstil, Uppland    |       | 60.245876, 18.305217 | 10021401820001 | Ladda upp en bild av detta fornminne      |
| Börstil 182:3                  | Stensättning            |              | Börstil, Uppland    |       | 60.246209, 18.305732 | 10021401820003 | Ladda upp en bild av detta fornminne      |
| Kyrkledet (Börstil 188:1)      | Lägenhetsbebyggelse     |              | Börstil, Uppland    |       | 60.309380, 18.368061 | 10021401880001 | Ladda upp en bild av detta fornminne      |
| Börstil 195:1                  | Gravfält                |              | Börstil, Uppland    |       | 60.305819, 18.236834 | 10021401950001 | Ladda upp en bild av detta fornminne      |
| Börstil 196:1                  | Fäbod                   |              | Börstil, Uppland    |       | 60.281754, 18.362066 | 10021401960001 | Ladda upp en bild av detta fornminne      |
| Börstil 200:1                  | Gravfält                |              | Börstil, Uppland    |       | 60.339937, 18.198516 | 10021402000001 | Ladda upp en bild av detta fornminne      |
| Börstil 208:1                  | Stensättning            |              | Börstil, Uppland    |       | 60.277305, 18.532824 | 10021402080001 | Ladda upp en bild av detta fornminne      |
| Börstil 208:2                  | Stensättning            |              | Börstil, Uppland    |       | 60.277321, 18.532644 | 10021402080002 | Ladda upp en bild av detta fornminne      |
| Börstil 222:1                  | Gravfält                |              | Börstil, Uppland    |       | 60.313751, 18.192504 | 10021402220001 | Ladda upp en bild av detta fornminne      |
| Börstil 227:1                  | Lägenhetsbebyggelse     |              | Börstil, Uppland    |       | 60.246101, 18.541319 | 10021402270001 | Ladda upp en bild av detta fornminne      |
| Börstil 239:1                  | Gravfält                |              | Börstil, Uppland    |       | 60.306636, 18.354820 | 10021402390001 | Ladda upp en bild av detta fornminne      |
| Börstil 240:1                  | Gravfält                |              | Börstil, Uppland    |       | 60.312335, 18.423198 | 10021402400001 | Ladda upp en bild av detta fornminne      |
| Börstil 252:1                  | Lägenhetsbebyggelse     |              | Börstil, Uppland    |       | 60.338129, 18.225523 | 10021402520001 | Ladda upp en bild av detta fornminne      |
| Börstil 254:1                  | Lägenhetsbebyggelse     |              | Börstil, Uppland    |       | 60.243829, 18.502169 | 10021402540001 | Ladda upp en bild av detta fornminne      |
| Börstil 264:1                  | Gravfält                |              | Börstil, Uppland    |       | 60.252016, 18.311632 | 10021402640001 | Ladda upp en bild av detta fornminne      |
| Börstil 265:1                  | Lägenhetsbebyggelse     |              | Börstil, Uppland    |       | 60.311904, 18.424508 | 10021402650001 | Ladda upp en bild av detta fornminne      |
| Börstil 294                    | Lägenhetsbebyggelse     |              | Börstil, Uppland    |       | 60.320803, 18.332307 | 12000000089755 | Ladda upp en bild av detta fornminne      |
| Börstil 296                    | Lägenhetsbebyggelse     |              | Börstil, Uppland    |       | 60.331868, 18.380132 | 12000000089761 | Ladda upp en bild av detta fornminne      |